# Ваттилаппам

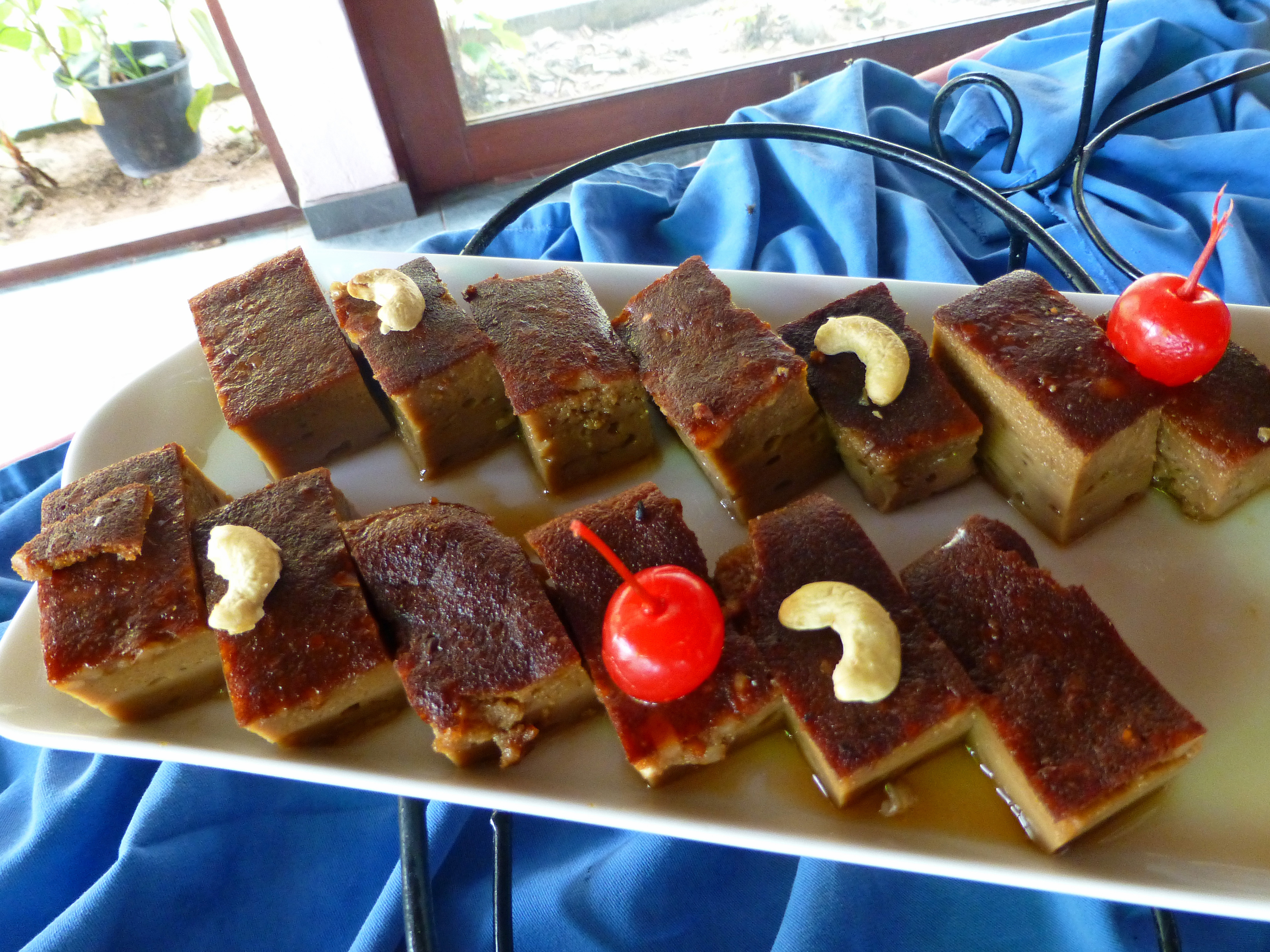
Ваттилаппам

Ваталаппам (сингальский: වටලප්පන්, тамильский: வட்டலாப்பம், шри-ланкийский малайский: serikaya) — это кокосовый пудинг с заварным кремом, приготовленный из кокосового молока или сгущенного молока, джаггери, орехов кешью, яиц, различных специй, включая кардамон, гвоздику и мускатный орех (иногда добавляют густой сок пандана или тертые стручки ванили).
Считается, что это блюдо было привезено в страну шри-ланкийскими малайцами в XVIII веке, которые переехали из Индонезии в страну во время голландского правления. Название, watalappam, может быть искажением тамильских слов Vattil (чашка) и Appam (торт), следовательно, Vatillappam (чашка торт). Однако это блюдо изначально было неизвестно Тамильскому населению. Более вероятно, что десерт получен из малайского блюда, известного как серикайя, которое представляет собой приготовленный на пару заварной крем, сделанный из яиц, кокосового молока, пальмового сахара и листьев пандана или винтовой шиповницы. Сходство между этими двумя блюдами наводит на мысль об общем происхождении. Вполне вероятно, что это слово заимствовано из голландского, Vla, что означает заварной крем, и было применено маврами как народное название, vattil-appan, используя тамильскую фразировку.
Десерт стал прочно ассоциироваться с мусульманской общиной Шри-Ланки и является частью традиционного празднования Курбан-байрама, знаменующего окончание Рамадана. Он также популярен во время свадеб, религиозных праздников и других общественных мероприятий и торжеств.

## История
Тропический десерт имеет сходство с испанским фланом по некоторым признакам, в том числе из-за коричневого цвета.  Считается, что история ваттилаппана восходит к первым малайским поселениям на Шри-Ланке. Название десерта во время голландского колониального правления в начале 1700-х годов было vla, что по-голландски означает заварной крем.
Ваттилаппан традиционно готовится мусульманской общиной Шри-Ланки, но это блюдо нравится всем, независимо от их религии, расы, этнической принадлежности или социального класса.Во время священного месяца Рамадан члены всех общин с нетерпением ждут праздника Курбан-Байрам. В день Курбан-байрама мусульманская община готовит ваталаппан как праздничный десерт, которым делятся с друзьями, коллегами и соседями.